# Les Aventuriers de l'arche de Noé
Pour plus de détails, voir Fiche technique et Distribution.
Les Aventuriers de l'Arche de Noé (Arca de Noé) est un film de comédie d'animation musical brésilien et indien sorti en 2024, écrit et réalisé par Sérgio Machado avec la co-direction d'Alos di Leo.
Le film est sorti pour la première fois en Afrique du Sud le 5 janvier 2024.

## Synopsis
Tom et Vini sont deux souris qui aiment chanter et jouer de la musique. Ils surprennent une conversation entre Noé et Dieu et réalisent que la Terre va subir un grand déluge.
Tom et Vini tentent de monter à bord de l'arche que Noé et sa famille (Susana, sa petite-fille et Ruth, sa femme) ont construite. Mais Noé refuse car Tom et Vini sont tous les deux des mâles. Alors que tous les couples d'animaux entrent dans le navire et que Nina la souris femelle se joint au voyage, Vini décide de partir malgré les protestations de Tom afin que son ami puisse être sauvé.
Vini est sauvé de la noyade par Alfonso le cafard et son équipage naviguant sur un petit bateau. Ils trouvent l'arche et embarquent par un trou avant qu'elle ne soit dirigée d'une main de fer par les carnivores, comme un ours brun, un gorille, une jaguar et un couple de hyènes qui sont entrés dans la salle de stockage de nourriture pour se servir. Baruk le lion, qui mène le groupe aux côtés de ses serpents à sonnette, veut prendre le contrôle et organise un concours de chant. Mais les capacités de chant de Baruk sont douteuses, ce qui conduit Vini et Tito à jouer et chanter pour lui derrière un rideau. Lorsque l'astuce est découverte, tous les animaux ne reconnaissent plus l'autorité du tricheur. C'est aussi le moment où l'arche atteint enfin la terre ferme et où tous les occupants sont sauvés.

## Distribution

### Voix originales lusophones
- Seu Jorge : Dieu
- Marcelo Serrado : l'éléphant
- Leandro Firmino : l'ours
- Lazaro Ramos : Baruk

### Voix anglophones
- Rodrigo Santoro : Vini
- Marcelo Adnet : Tom
- Alice Braga : Nina
- Keith Silverstein : Baruk / Bob / le kangourou
- Christopher Corey Smith : Alfonso
- Ian James Corlett : Noé / le pingouin
- Luis Bermudez : Kilgore / Dieu / la hyène mâle / l'éléphant / le cochon d'Inde / le pic
- Laila McCann : Susana
- Debra Wilson : Ruth / la vache
- Triya Leong : Sonia / Babe
- Rachel Butera : Mme Furet / M. Furet / le serpent femelle / la hyène femelle / le daim / Amy
- Misty Lee : la baleine / Sheyla / la dinde
- Rick Zieff : le serpent mâle / le rhinocéros / le blaireau
- David Lodge : le gorille / le paon / le crocodile
- Bill Rogers : l'ours
- Karen Strassman : la lionne / le jaguar / la girafe
- Mark Lewis : Billy le bouc

### Voix françaises
- Thierry Janssen (dialogues) et Daddy Waku (chant) : Vini
- Maxime Donnay (dialogues) et Milann Lafontaine (chant) : Tom
- Séverine Cayron : Nina
- Emmanuel Dell'Erba : Baruk
- Philippe Allard : Alfonso
- Aaricia Dubois : Susana
- Peppino Capotondi : Noé
- Alessandro Bevilacqua : Kilgore
- Maia Baran : Mme Furet
- Martin Spinhayer : le gorille
- Jean-Michel Vovk : l'ours
- Muriel Vanbersy : Ruth
- Benoît Van Dorslaer : l'éléphant
- Cécile Florin : la hyène femelle
- Marie Du Bled : Sonia
- Nathalie Stas : Alex
- Daniel Nicodème : Dieu
- Christophe Peyroux : Billy le bouc
- Moïse Fussen : le canard
- Marianna Tootsie : le paon
- Leslie Remacle : Mme la chouette

## Réception
Tom et Vini ont été présentés comme étant inspirés par Tom Jobim et Vinicius de Moraes,,.